# Tipula bakundu
Tipula bakundu är en tvåvingeart som beskrevs av De Jong 1984. Tipula bakundu ingår i släktet Tipula och familjen storharkrankar. Inga underarter finns listade i Catalogue of Life.